# 雲梯ランプ
雲梯ランプ（うなてランプ）は、奈良県橿原市雲梯町にある、大和高田バイパス（南阪奈道路）上のランプである。
西隣の新堂ランプは香芝方面出入口となるため、橿原方面から京奈和自動車道、国道24号（橿原バイパス）へ向かう車両は
当ランプで下車して平面（側道）部を経由し、新堂ランプ交差点を利用する必要がある。

## 歴史
- 2003年11月30日：大和高田バイパス雲梯ランプ・四条ランプ間開通に伴い、雲梯ランプ供用開始。

## 道路
- E91 大和高田バイパス

## 接続する道路
- 京奈和自動車道橿原高田IC
- 国道24号（橿原バイパス）
- 奈良県道35号橿原高取線

## 周辺
- イオンモール橿原
- オークワ 橿原坊城店
- 坊城駅（近鉄南大阪線）

## 隣
E91 大和高田バイパス（南阪奈道路）
新堂ランプ - 雲梯ランプ - 四条ランプ